# Nadja Heigl
Nadja Heigl, née le 15 février 1996 à Korneubourg, est une coureuse cycliste autrichienne, spécialisée dans le cyclo-cross et le VTT cross-country.

## Palmarès en cyclo-cross
- 2011-2012
  - 2e du championnat d'Autriche de cyclo-cross
- 2012-2013
  -  Championne d'Autriche de cyclo-cross
- 2013-2014
  -  Championne d'Autriche de cyclo-cross
- 2014-2015
  -  Championne d'Autriche de cyclo-cross
- 2015-2016
  -  Championne d'Autriche de cyclo-cross
  - Int. Radquerfeldein GP Lambach/Stadl-Paura, Stadl-Paura
- 2016-2017
  -  Championne d'Autriche de cyclo-cross
  - Tage des Querfeldeinsports (Day of Cyclocross), Ternitz
- 2017-2018
  -  Championne d'Autriche de cyclo-cross
  - GP Trnava, Trnava
  - 2e de la Toi Toi Cup
  -  Médaillée de bronze du championnat du monde de cyclo-cross espoirs
- 2018-2019
  -  Championne d'Autriche de cyclo-cross
  - Munich Supercross, Munich
  - International Cyclocross Selle SMP -10° Trof.Cop.ed.Brugherio82, Brugherio
  - Int. Radquerfeldein GP Lambach/Stadl-Paura, Stadl-Paura
- 2019-2020
  - 2e du championnat d'Autriche de cyclo-cross
- 2020-2021
  -  Championne d'Autriche de cyclo-cross
- 2021-2022
  -  Championne d'Autriche de cyclo-cross
- 2022-2023
  -  Championne d'Autriche de cyclo-cross
- 2023-2024
  -  Championne d'Autriche de cyclo-cross
  - 10e du championnat du monde de cyclo-cross en relais mixte
- 2024-2025
  -  Championne d'Autriche de cyclo-cross

## Palmarès en VTT cross-country
- 2015
  - 2e du championnat d'Autriche de cross-country
- 2016
  -  Championne d'Autriche de cross-country eliminator
  - 2e du championnat d'Autriche de cross-country
- 2017
  - 3e du championnat d'Autriche de cross-country